# Jewhenija Bjelorussez
Jewhenija Markiwna Bjelorussez, international bekannt als Yevgenia Belorusets (ukrainisch Євгенія Марківна Бєлорусець, * 1980 in Kiew) ist eine ukrainische Schriftstellerin und Fotokünstlerin. Sie war 2008 Mitbegründerin der Zeitschrift für Literatur und Kunst Prostory und wurde 2009 Mitglied der Kuratorengruppe Hudrada.

## Biografie
Bjelorussez wurde 1980 in Kiew geboren. Ihre Eltern waren Juden und Dissidenten in der Sowjetunion. Sie studierte von 1996 bis 2002 Germanistik und deutsche Literatur an der Nationale Linguistische Universität Kiew und machte anschließend von 2003 bis 2005 ihren Ph.D. an der Universität Wien in den Fächern Literatur und Philosophie. Von 2005 bis 2006 studierte sie zudem an der Viktor Maruschtschenko Schule für Fotografie in Kiew, wo sie einen Abschluss in Dokumentarfotografie erhielt.
Ihre Kunst befasst sich mit den Schnittmengen, die von Kunst, Medien und Gesellschaft gebildet werden.
2010 gewann sie einen von der britischen Royal Photographic Society in Zusammenarbeit mit dem Guardian organisierten Wettbewerb für soziale Fotografie. Ihr Gewinnerfoto wurde in einem Notfallgebäude im Zentrum von Kiew, in der vul. Gogolivska 32-A ausgestellt, dessen Bewohner seit mehr als 20 Jahren auf eine Umsiedlung warten. Bjelorussez begleitete die Bewohner des Hauses drei Jahre lang, das Foto wurde von Anastasia Ryabchuk zum Wettbewerb geschickt, mit der zusammen sie die Fotoausstellung „Gogol 32“ organisiert hatte. Die Ausstellung fand im Dezember 2010 im Center for Visual Culture statt. Fotoessays von Bjelorussez bebilderten 2014 und 2015 die Bände Euromaidan. Was in der Ukraine auf dem Spiel steht (hrsg. von Juri Andruchowytsch) und Testfall Ukraine. Europa und seine Werte (hrsg. von Katharina Raabe und Manfred Sapper).
2018 erschien das literarische Debüt der Autorin, das auch fotokünstlerische Arbeiten enthielt. Die ukrainische Ausgabe bei IST Publishing in Charkiw war „bewusst mehrsprachig gestaltet: Cover und Einführungstext auf Ukrainisch, die Geschichten auf Russisch – der Sprache, in der Belorusets sie auch geschrieben hat“. Die deutsche Übersetzung von Claudia Dathe stand 2020 auf der Shortlist zum Internationalen Literaturpreis des Hauses der Kulturen der Welt. In der Jurybegründung hieß es über Bjelorussez’ Texte, welche auf Begegnungen und Gesprächen während mehrerer Recherchereisen um 2014, vor allem im Osten der Ukraine, beruhen, sie seien „literarisch gestaltet, hyperrealistisch, nicht dokumentarisch, und durch Fotos kontrastiert.“ Weiter meinte Daniela Seel: „In prägnanter Verdichtung zeigt sich, was die Latenz von Besatzung und Aufstand mit dem Leben von Floristinnen, Schwestern, Kundinnen im Kosmetikstudio macht ‒ den von der Geschichte Vergessenen.“ Auch in einem Radiobeitrag anlässlich des Erscheinens der englischen Ausgabe in den USA (März 2022) betonte der Übersetzer Eugene Ostashevsky Bjelorussez’ Fokus auf die Zivilbevölkerung, insbesondere die weibliche.
Bjelorussez lebte jahrelang abwechselnd in Kiew und Berlin. In Berlin stellte sie aus, arbeitete und in der Ukraine sammelte sie Material für Geschichten und Projekte. Seit Dezember 2021 lebt sie erneut dauerhaft in Kiew, wo sie im Februar 2022 den Beginn des Russischen Überfalls auf die Ukraine miterlebte. Seit dem 26. Februar 2022 berichtet sie unter dem Titel „Nachrichten von Yevgenia“  in eindringlichen, von ihr selbst aufgenommenen Sprachnachrichten wochentags auf rbbKultur über ihren Blick auf die Auswirkungen des Kriegs in der ukrainischen Hauptstadt.

## Werk
Veröffentlichungen
• Über das moderne Leben der Tiere. Vorlesungen. Aus dem Russischen und Ukrainischen ins Deutsche übersetzt von Claudia Dathe. Matthes & Seitz, Berlin, 2024, ISBN 978-3-7518-0967-2
- Anfang des Krieges. Tagebücher aus Kyjiw. Matthes & Seitz, Berlin, 2022, ISBN  978-3-7518-0806-4
- Щасливі падіння (Happy Fallings)[12]. IST Publishing, Charkiw, 2018.
  - Glückliche Fälle. Ins Deutsche übersetzt von Claudia Dathe, Matthes & Seitz, Berlin, 2019, ISBN 978-3-95757-776-4.
  - Lucky Breaks. Ins Englische übersetzt von Eugene Ostashevsky, New Directions, New York, 2022, ISBN 978-0-8112-2984-5.
- Attitudes eine Ausstellung von Stipendiatinnen und Stipendiaten der Friedrich-Ebert-Stiftung, Bonn: Friedrich-Ebert-Stiftung, Abteilung Studienförderung, 2015 (Illustration)

Kunstprojekte (Auswahl)
- Survivor’s Syndrome in Kiev
- War in Park / Krieg in Park
- Victories of the defeated
- "Please don't take my picture! Or they'll shoot me tomorrow."
- "Let's put Lenin's head back together again!"
- The Eye and the Sun
- Maidan - occupied spaces
- Me and Her (Ya i Ona)
- Gogol St. 32
- Paradise in One Village
- Brick factory tour
- flea market
- Found Things
- Video: MOBILIZATION
- Video: Intrusion into Room 101

Ausstellungen (Auswahl)
- 2013 - Ukrainische Nachrichten, Schloss Ujazdowski, Warschau, Polen
- 2013 - „Judicial Experiment“, Galerie SIZ, Rijeka, Kroatien
- 2012 - „Interim Days: Tiflis“, Staatliche Akademie der Künste, Tiflis, Georgien
- 2012 - "Umstrittenes Territorium", Sewastopoler Kunstmuseum, benannt nach MP Kroshytsky
- 2012 - "Queerfest 2012", Experimentelle Plattform "Taiga", St. Petersburg